# Calibrachoa
Die Calibrachoa sind eine Gattung der Familie der Nachtschattengewächse (Solanaceae). Die Hybride Calibrachoa × hybrida „Double Ruby“ wurde zur Balkonpflanze des Jahres 2012 Rheinland-Pfalz gekürt und wird auch als „Rubinglöckchen“ bezeichnet.

## Beschreibung
Calibrachoa sind kleine Sträucher oder krautige Pflanzen mit verholzender Sprossachse, die einjährig oder ausdauernd wachsen. Die Laubblätter sind eiförmig, elliptisch, umgekehrt eiförmig oder linealisch; ihr Rand ist flach oder zurückgerollt.
Die Blütenstände sind monochasial aufgebaut und weisen gegenständig stehende, laubblattartige Tragblätter auf. Die Blüten sind meist zygomorph, die Knospendeckung ist in den meisten Arten reziprokativ, einzige Ausnahme ist in beiden Fällen Calibrachoa pygmaea. Der Kelch weist fünf oder zehn Rippen auf, er ist meist bis etwa zur Mitte gelappt, die Lappen sind meist zur Spitze hin verengt. Die Krone ist trichterförmig, nur in Calibrachoa pygmaea ist sie stieltellerförmig, bauchig und zur Spitze hin verjüngt. Die Farbe der Krone kann purpurn, rot, pink oder weißlich sein. Die Staubbeutel sind gelb gefärbt.
Die Früchte sind Kapseln. Die Samen besitzen eine netzartige Oberfläche. Diese Struktur ist auf senkrecht auf der Samenoberfläche stehende Wände zurückzuführen, die bei allen Arten gerade sind.
Die Chromosomenzahl beträgt soweit untersucht 2n = 18.

## Systematik

### Äußere Systematik
Lange Zeit wurden die Arten der Gattung Calibrachoa zu den Petunien (Petunia) gezählt. Durch Untersuchungen der verwandtschaftlichen Verhältnisse zwischen beiden Gattungen mit morphologischen und molekularbiologischen Methoden konnte festgestellt werden, dass beide Gattungen monophyletisch sind und die Aufteilung der Gattung somit gerechtfertigt ist.
Die Gattung Calibrachoa wird innerhalb der Systematik der Nachtschattengewächse klassischerweise in die Tribus Nicotianeae und dort in die Subtribus Nicotianinae eingeordnet. Molekularbiologische Untersuchungen zeigten jedoch, dass die Calibrachoa nicht mit der Gattung Tabak (Nicotiana) in eine gemeinsame Klade eingeordnet werden können. In der Systematik der Familie nach Richard Olmstead aus dem Jahr 2007 wird die Gattung zusammen mit den Bouchetia, Brunfelsia, Fabiana, Hunzikeria, Leptoglossis, Nierembergia, Petunia und Plowmania in eine als Petunieae bezeichnete Klade eingeordnet.

### Innere Systematik
Innerhalb der Gattung werden nach Fregonezi et al. 27 Arten anerkannt:

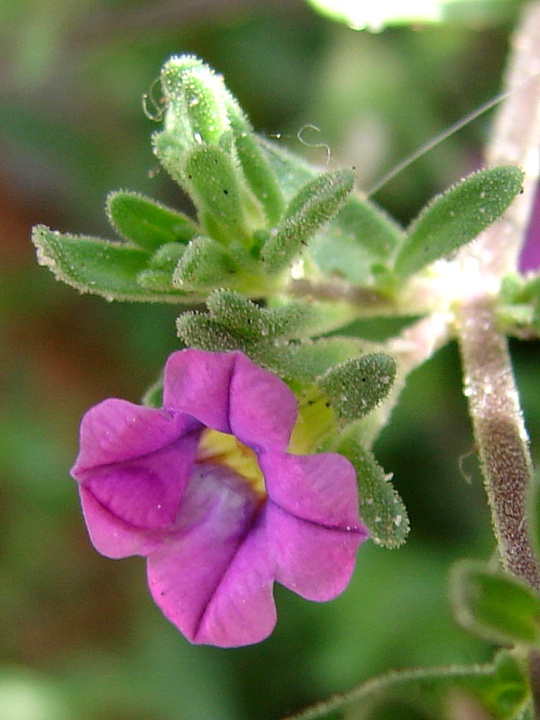
Calibrachoa parviflora

- Calibrachoa caesia (Sendtn.) Wijsman: Sie kommt in Brasilien und in Argentinien vor.[8]
- Calibrachoa cordifolia Sendtn. & L.W. Aguiar: Sie kommt im brasilianischen Bundesstaat Rio Grande do Sul vor.[9]
- Calibrachoa dusenii (R.E.Fr.) Stehmann & Semir: Sie kommt im brasilianischen Bundesstaat Parana vor.[8]
- Calibrachoa eglandulata Stehmann & Semir: Sie kommt im brasilianischen Bundesstaat Santa Catarina vor.[8]
- Calibrachoa elegans (Miers) Stehmann & Semir: Sie kommt im brasilianischen Bundesstaat Minas Gerais vor.[8]
- Calibrachoa ericifolia (R.E.Fr.) Wijsman: Sie kommt in den brasilianischen Bundesstaaten Parana und Santa Catarina vor.[8]
- Calibrachoa excellens (R.E.Fr.) Wijsman: Sie kommt in Brasilien und in Argentinien vor.[8]
- Calibrachoa felipponei (Sandwith) Stehmann: Sie kommt im südlichen Uruguay vor.[9]
- Calibrachoa heterophylla (Sendtn.) Wijsman: Sie kommt in Brasilien und in Argentinien vor.[8]
- Calibrachoa humilis (R.E.Fr.) Stehmann & Semir: Sie kommt in Uruguay vor.[8]
- Calibrachoa irgangiana Stehmann: Sie kommt im südlichen Brasilien und im nordöstlichen Argentinien vor.[9]
- Calibrachoa linearis (Hook.) Wijsman: Sie kommt in Argentinien und in Uruguay vor.[8]
- Calibrachoa linoides (Sendtn.) Wijsman: Sie kommt in Brasilien, Argentinien und in Paraguay vor.[8]
- Calibrachoa longistyla Stehamnn & Greppi: Sie kommt im nordöstlichen Argentinien vor.[9]
- Calibrachoa micrantha (R.E.Fr.) Stehmann & Semir: Sie kommt im brasilianischen Bundesstaat Parana vor.[8]
- Calibrachoa missionica Stehmann & Semir: Sie kommt im südlichen Brasilien, im nordöstlichen Argentinien und in Paraguay vor.[9]
- Calibrachoa ovalifolia (Miers) Stehmann & Semir: Sie kommt im brasilianischen Bundesstaat Rio Grande do Sul vor.[8]
- Calibrachoa paranensis (Dusén) Wijsman: Sie kommt im brasilianischen Bundesstaat Parana vor.[8]
- Calibrachoa parviflora (Juss.) D’Arcy: Sie kommt vom südwestlichen Utah bis Mexiko und vom südlichen Brasilien bis zum südlichen Südamerika vor.[9]
- Calibrachoa pubescens (Spreng.) Stehmann: Sie kommt in Uruguay und in Argentinien vor.[9]
- Calibrachoa pygmaea (R.E.Fr.) Wijsman: Sie kommt in Argentinien und in Uruguay vor.[8]
- Calibrachoa scabridula (C.V.Morton) Stehmann: Sie kommt im südlichen Uruguay vor.[9]
- Calibrachoa sellowiana (Sendtn.) Wijsman: Sie kommt in Brasilien vor.[8]
- Calibrachoa sendtneriana (R.E.Fr.) Stehmann & Semir: Sie kommt im brasilianischen Bundesstaat Santa Catarina vor.[8]
- Calibrachoa serrulata (L.B.Sm. & Downs) Stehmann & Semir: Sie kommt im brasilianischen Bundesstaat Santa Catarina vor.[8]
- Calibrachoa spathulata (L.B.Sm. & Downs) Stehmann & Semir: Sie kommt im brasilianischen Bundesstaat Santa Catarina vor.[8]
- Calibrachoa thymifolia (A.St.-Hil.) Stehmann & Semir: Sie kommt in Brasilien, Argentinien und Uruguay vor.[8]